# Crazyracing Kartrider

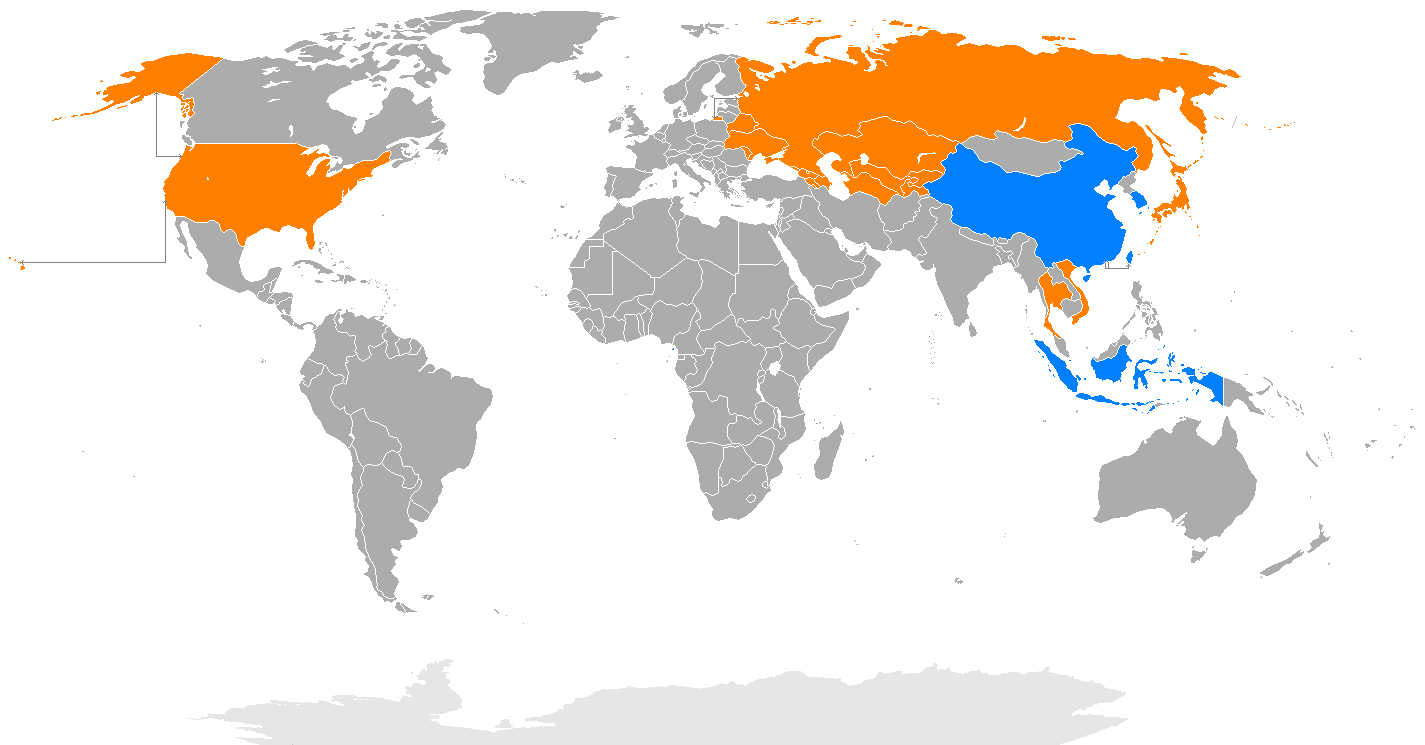
Países onde o KartRider está localizado/foi localizado.

Crazyracing Kartrider (coreano: 크레이지레이싱 카트라이더) é um jogo criado originalmente na Coréia do Sul sob o nome PopKart. 
Crazyracing Kartrider é um jogo de corrida multiplayer online. O jogo é desenvolvido pela Nexon.

## Versões
Três versões do jogo são conhecidas. A versão coreana, a versão chinesa (conhecida como PopKart) e uma versão beta em inglês de 2007 a março de 2008, também conhecida como versão global.

## Faixas e temas
As faixas do jogo são divididas em faixas de velocidade , faixas de itens (itens de coleta) e faixas de bandeiras (corridas de resíduos). Existem faixas diferentes, cada uma com seu próprio tema.
Os seguintes temas estão disponíveis:
- Arctic Rim (coreano:아이스리온 랜드, Icerion Land)
- Desert Drift (coreano:베거이 사막, Beguy Desert)
- Frenzy Forest (coreano:플루피 숲, Floopy Forest)
- Zoomtown (coreano:붐힐마을, Boomhill Village)
- Creepy Hollow (coreano:공동묘지, Cemetery)
- Zerostone Mine (coreano:제로스톤 광산)
- Northeu (coreano:노르테유)
- Mystpole Factory (coreano:미스트폴 팩토리)
- Pirate (coreano:붐남해의 해적)
- Fairyland "Pretion" (coreano:동화나라 프레티온)
- Moonhill City (coreano:문힐 시티)
- Golden Adventure Or-ette (coreano:황금문명 오르에트)
- China Theme (disponível apenas na versão coreana e chinesa)